# SIBMAS
SIBMAS (kurz für die zu diesem Zwecke gegründete Gesellschaft Société Industrielle Belge de Matériel Automobile Spécial) ist die Bezeichnung einer militärischen Fahrzeugfamilie sechsrädriger (6×6), allradgetriebener, amphibischer Radpanzer aus Belgien, die in den 1970er-Jahren entwickelt und für den Export angeboten wurde.

## Geschichte
Die belgischen Gesellschaften BN Constructions Ferroviaries et Métalliques und CMI begannen 1975 in Eigeninitiative mit der Entwicklung des Fahrzeugs. Der erste Prototyp wurde 1976 fertiggestellt. Das Fahrzeug wurde ausschließlich für den Export produziert. Als einziger Kunde konnte das Heer der Streitkräften von Malaysia gewonnen werden, das insgesamt 186 Exemplare bestellte, die von Juni 1983 bis Anfang 1985 ausgeliefert wurden. Inklusive der Prototypen und Vorführfahrzeuge wurden 199 Einheiten hergestellt. In den 1990er-Jahren wurde die Fertigung eingestellt.

## Technik
In der Grundvariante als reiner Transportpanzer kann neben der zweiköpfigen Besatzung eine Gruppe von elf Soldaten transportiert werden. Die Soldaten können durch Schießluken den Feuerkampf führen. Das Absitzen kann durch zwei Türen an den Seiten sowie eine am Heck erfolgen. Zudem befinden sich mehrere Dachluken über dem Transportraum. Im Wasser wird das amphibische Fahrzeug durch zwei Schrauben am Heck angetrieben. Prototypen wurden mit verschiedenen Waffentürmen ausgerüstet, darunter 7,62-mm-Zwillingsmaschinengewehr, 20-mm-Maschinenkanone und 90-mm-Kanone. Zudem wurden Ausführungen als Krankentransporter, Führungsfahrzeug, Panzermörser, Bergepanzer und Feuerwehrfahrzeug angeboten.

## Nutzer
- Malaysia
  - 162 SIBMAS AFSV-90 (Armoured Fire Support Vehicle)
  - 24 SIBMAS ARV (Armoured Recovery Vehicle)

Der SIBMAS AFSV-90 ist mit einer 90-mm-Kanone ausgerüstet und dient als Feuerunterstützungsfahrzeug. Die Kanone ist in einen Zweimannturm mit der Bezeichnung CM90 des belgischen Rüstungsunternehmens CMI integriert, welcher zusätzlich über je ein koaxiales und ein Fliegerabwehrmaschinengewehr vom Typ FN MAG im Kaliber 7,62 × 51mm verfügt. Die Feuerleitanlage ist das LRS 5 der Firma OIP Sensor Systems. Im rückwärtigen Bereich des Fahrzeuges findet ein sechs Mann starker Absitztrupp Platz.
Der SIBMAS ARV ist ein Bergepanzer und verfügt über eine Krananlage mit einer Hubkraft von 10.500 kg sowie eine an der Fahrzeugfront montierte Drahtseilwinde mit einer Zugkraft von 20.000 kg. Diese Version transportiert keinen Absitztrupp, sondern hat ausschließlich eine zweiköpfige Besatzung aus Fahrer und Kommandant, die gleichzeitig die Bergeausrüstung des Fahrzeugs bedient.
Das malaysische Heer setzt den SIBMAS in insgesamt vier Bataillonen ein, wo sie zusammen mit aus Deutschland stammenden Condor-1-Transportpanzern operieren.

## Varianten ohne Serienproduktion
Folgende Varianten wurden entwickelt:
- SIBMAS: mit Vickers Turm mit doppeltem 7,62-mm-MG
- SIBMAS: mit 12,7-mm- und 7,62-mm-MG in SAMM BTM-208-Turm
- SIBMAS: mit 12,7-mm- und 7,62-mm-MG in Helio Mirror-FVT-800-Turm
- SIBMAS: mit 20-mm-Geschütz in SAMM TTB-120-Turm
- SIBMAS: mit 20-mm-Geschütz in Helio Mirror-FTV-900-Turm
- SIBMAS: mit doppeltem 20-mm-ESD-Turm
- SIBMAS: mit Hispano-Suiza Lynx-90-Turm
- SIBMAS: Landungsträger
- SIBMAS: Gefechtsfahrzeug
- SIBMAS: Sanitätswagen
- SIBMAS: Feuerwehrfahrzeug